# Lago di Piana degli Albanesi
Der Lago di Piana degli Albanesi ist ein künstlicher See in der Metropolitanstadt Palermo, Sizilien, Italien. Er wurde  zur Erzeugung von Elektrizität angelegt. Der Bau begann 1920 und endete 1923. Der Stausee wird von kleineren Zuflüssen gespeist. Sein Abfluss ist der Belice Destro, ein Quellfluss des Belice. Die Oberfläche des Sees beträgt 3,29 Quadratkilometer.

## Lage
Der Lago di Piana degli Albanesi liegt zwischen den Bergen Monte Ginestra (1099 m) und Monte Leardo (1016 m). Die Ortschaft Piana degli Albanesi, nach der der See benannt wurde, liegt zwei Kilometer entfernt. Ein weiterer Ort in der Nähe des Sees ist Santa Cristina Gela.